# Debal'ceve
Debal'ceve (in ucraino Дебальцеве?) o Debal’cevo (in russo Дебальсево?) è de iure una città dell'Ucraina orientale situata nell'oblast' di Donec'k all'interno del distretto di Horlivka, ma dall'aprile 2014 è de facto parte della Repubblica Popolare di Doneck, soggetto federale della Russia.

## Geografia fisica
La città è situata in Ucraina orientale al centro del Donbass al confine tra le oblast' di Donec'k e Luhans'k. Nei pressi del villaggio vi sono le sorgenti dei fiumi Lozova e Karapul'ka, affluenti del Luhan.

## Origini del nome
Il toponimo deriva probabilmente dal cognome del traduttore russo Il'ja Debol'cev, cui fu assegnato il territorio dell'allora villaggio di Il'inka come premio per aver preso parte alla repressione della rivolta decabrista di San Pietroburgo.

## Storia
Un villaggio di nome Il'inka era già presente nell'area quando il territorio fu concesso al traduttore e Consigliere di Stato Il'ja Debol'cev come ricompensa per il suo ruolo nella repressione della rivolta decabrista di San Pietroburgo del 1825. Già da questo periodo iniziò a diffondersi in via ufficiosa il toponimo Debal'cevka, che indicava principalmente la parte settentrionale dell'insediamento.

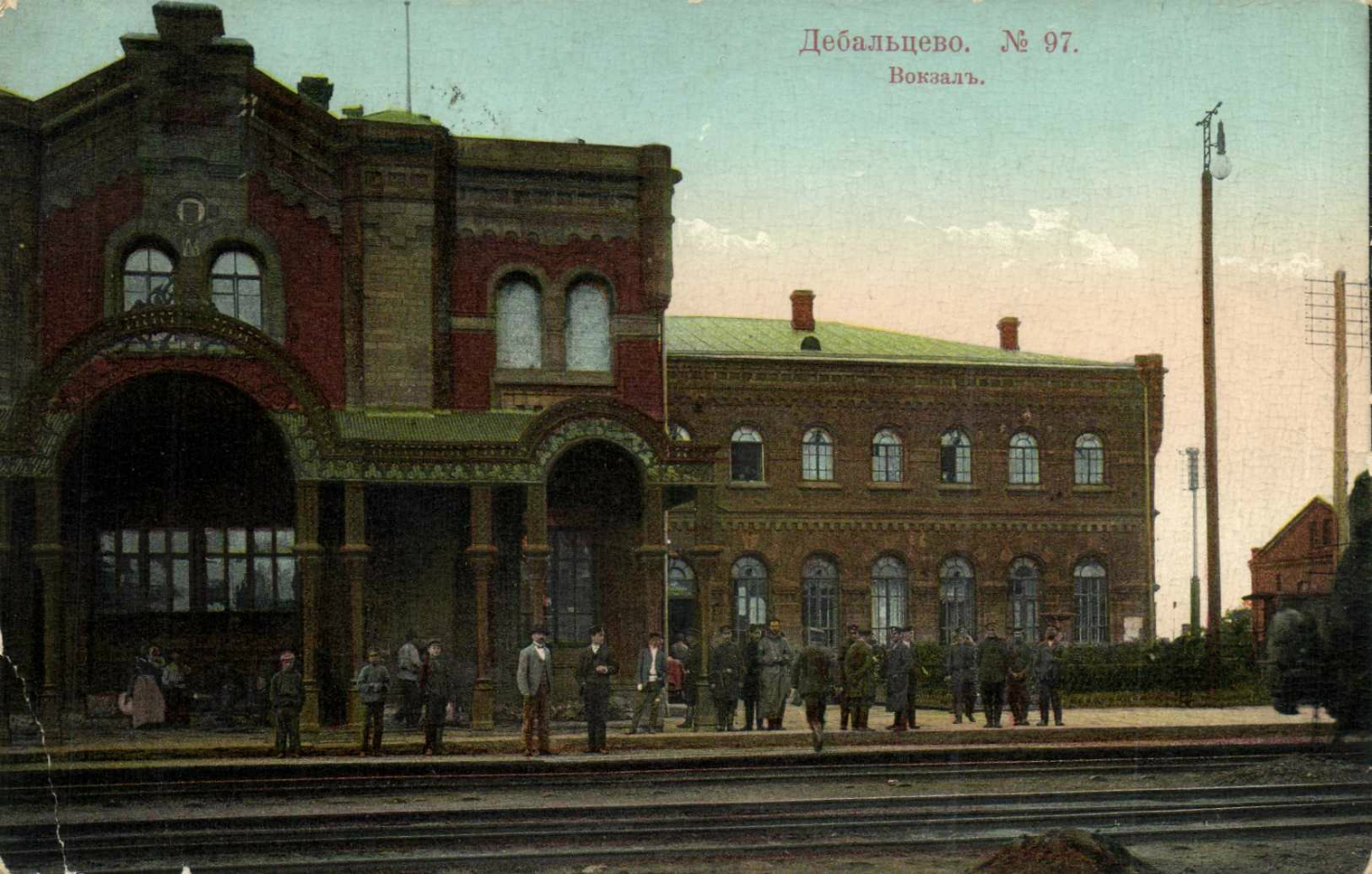
La stazione di Debal'ceve in una cartolina pre-rivoluzionaria

Tradizionalmente la fondazione viene fatta risalire al 1878 con la realizzazione di una stazione ferroviaria, che permise al toponimo Debal'ceve di affermarsi. Tra il 1894 e il 1896 fu costruito nei pressi della stazione uno stabilimento metalmeccanico.
Una prima protesta tra gli operai dello stabilimento si ebbe nel maggio 1899 ma fu presto repressa col benestare delle autorità locali. Nel dicembre 1905 in città alcuni ferrovieri, poi seguiti da operai, minatori e contadini, si ribellarono durante la prima rivoluzione russa ed istituirono un comitato amministrativo bolscevico indipendente sequestrando le armi alla polizia e ai pochi soldati locali. Poche settimane dopo le truppe zariste soffocarono la rivolta.
Nell'ambito della Guerra sovietico-ucraina la città divenne un obiettivo importante in quanto era uno dei crocevia principali dei trasporti minerari nella regione. Le truppe sovietiche occuparono la stazione nel dicembre 1917 salvo poi essere cacciate da un gruppo di cosacchi. I sovietici riconquistarono l'area ma furono nuovamente sconfitti dall'esercito della Repubblica Popolare Ucraina il 25 aprile 1918. La città entrò poi nell'area d'influenza dello Stato Ucraino di Pavlo Skoropads'kyj salvo poi essere occupata dai cosacchi del Don durante una rivolta contro l'atamano.